# TV Sorrisi e Canzoni
TV Sorrisi e Canzoni (с итал. — «Улыбки и песни ТВ») — итальянский еженедельный журнал, посвящённый шоу-бизнесу.

## История
Журнал был основан в 1952 году в Фолиньо издательством Casa Editrice Campi с Агостино Кампи в качестве главного редактора. После трёх нерегулярных выпусков в июне 1953 года он получил название «Улыбки и песни» и стал выходить еженедельно. Начиная с 1955 года, за неделю до проведения музыкального фестиваля в Сан-Ремо стали публиковаться эксклюзивные тексты песен.
В 1960 году, при новом главном редакторе Тарквинио Майорино, журнал получил своё нынешнее название «TV Sorrisi e Canzoni». В 1967 году в нём начал публиковаться музыкальный чарт самых продаваемых записей в стране, известный как «Superclassifica». В 1971 году была учреждена телевизионная премия Telegatto. Изначально журнал освещал только радио- и телепрограммы и музыку, но под руководством Джиджи Весины его содержание расширилось, охватив другие сферы развлечений, а также текущие события и новости о стиле жизни. В середине 1970-х годов журнал был приобретён Rizzoli, которая перенесла редакцию в Сеграте, Милан. В 1982 году его приобрёл Сильвио Берлускони, который продал его Mondadori в 1997 году.

### Общий тираж
TV Sorrisi e Canzoni в 1984 году выходил тиражом 1 836 355 экземпляров. С сентября 1993 по август 1994 года тираж журнала вырос до 1 997 809 экземпляров. К 2001 году это был один из 50 самых продаваемых тележурналов по всему миру с тиражом 1 622 000 экземпляров. В 2004 году было продано 1 381 000 экземпляров, что сделало его самым продаваемым журналом в Италии. В 2007 году это был самый продаваемый телевизионный журнал в Италии с тиражом 1 086 414 экземпляров. В 2010 году тираж журнала составил 883 220 экземпляров.